# フレンチ75 (カクテル)
フレンチ75（英語: French 75）は、シャンパンとジンで作るカクテル。国際バーテンダー協会公認カクテルの1つ。

## 概要
トム・コリンズに代表される「コリンズ」スタイルのカクテルから派生したカクテルである。コリンズスタイルで使う炭酸水をシャンパンに置き換えている。
そのため、以前はコリンズグラスやタンブラーグラスで提供されていた。

## 由来
第一次世界大戦の時にパリのハリーズ・ニューヨークバーで誕生した。
名称は、フランス軍が採用した野砲M1897 75mm野砲に由来する。フランス軍の戦勝を祈願して考案された。

## レシピの例
国際バーテンダー協会によるレシピを以下に挙げる。
材料
- ジン - 30ml
- フレッシュレモンジュース - 15ml
- シュガーシロップ - 15ml
- シャンパン - 60ml

作り方
1. シャンパンを除いた材料をシェイクして、フルートグラスに注ぐ。
2. フルートグラスにシャンパンを加え、軽く混ぜる。

## バリエーション
フレンチ68
ジンをカルヴァドスに替えたもの。
フレンチ95
ジンをバーボンウイスキーに替えたもの。
フレンチ125
ジンをブランデーに替えたもの。